# 亨利·珀塞爾
亨利·珀塞爾（英語：Henry Purcell，1659年9月10日—1695年11月21日），巴洛克時期的英格蘭作曲家，吸收法國與義大利音樂的特點，創作出獨特的英國巴洛克音樂風格。他被認為是英國最偉大的作曲家之一，獨霸樂壇兩百年，一直到20世紀初愛德華·埃爾加成名之前，沒有一個本土生長的英國作曲家達到他的成就。
生於倫敦的西敏地區，父親曾任查理二世的宮廷樂師。少年時是王室小禮拜堂合唱團團員，嗓子受傷後任樂器保管員。曾从約翰·布羅学习。1680年成為西敏寺的管風琴師，1682年又兼任王室小禮拜堂管風琴師。1695年初，替病逝的瑪麗女王創作葬禮歌曲——《瑪麗女王的送葬樂》；7月時，他為王位的推定繼承人格洛斯特公爵威廉王子譜寫六歲的生日歌曲；他在11月猝逝，年僅36歲。據《音樂家的羅曼史》一書，有一天，珀塞爾因夜歸而被妻子拒諳門外，因感冒而凍死，葬於西敏寺內他的管風琴附近。珀塞爾在短暫的一生中創作了大量的器樂、歌曲、話劇配樂及少數歌劇，在英國古典音樂歷史上有重要的地位。他的歌剧《蒂朵与艾尼亚斯》是英国歌剧名作。而他的戏剧配乐《摩尔人的复仇》中的一个主题更被20世纪作曲家布里顿用进《青少年管弦樂入門》。

## 外部連結
- 亨利·珀塞爾的免费乐谱，由国际乐谱典藏计划提供